# Arnoglossus muelleri
Arnoglossus muelleri is een  straalvinnige vissensoort uit de familie van botachtigen (Bothidae). De wetenschappelijke naam van de soort is voor het eerst geldig gepubliceerd in 1872 door Klunzinger.